# 二二八和平日促進會
二二八和平日促進會是一個針對二二八事件，要求究明二二八事件真相、恢復冤罪者名譽以及將2月28日做為全臺民眾永遠的和平祈願日的團體。

## 簡介
該團體成立於民國七十六年（1987年）2月4日，是在陳永興與《自由時代週刊》創辦人鄭南榕提倡下，經臺灣人權促進會、臺灣政治受難者聯誼會、臺灣基督教長老教會北區聯合祈禱會、黨外屏東聯誼會、黨外嘉義聯誼會與民進黨雲林籌備處及當時民進黨非主流幹部的服務處等13個團體一同發起，最後共由30個團體聯合組成，並由陳永興擔任會長。
成立之後，後續又有團體加入，到該年2月13日參與團體已增加到41個，並在該日發表宣言，主張將每年2月28日訂為紀念日，並在隔天進行二二八事件四十周年紀念活動。

## 後續
該團體的主要訴求於民國八十五年（1996年）2月臺北市政府與行政院相繼宣布2月28日為和平紀念日後實現。

## 外部連結
- 林濁水-【鄉巴佬異藝錄】十、 遮在228和平運動上的菁英面紗